# Toshiyuki Kosugi
Toshiyuki Kosugi (jap. 小杉 敏之, Kosugi Toshiyuki; * 20. Juni 1968 in der Präfektur Tokio) ist ein ehemaliger japanischer Fußballspieler.

## Karriere
Kosugi erlernte das Fußballspielen in der Schulmannschaft der Gyosei High School und der Universitätsmannschaft der Dōshisha-Universität. Seinen ersten Vertrag unterschrieb er 1992 bei Nagoya Grampus Eight. Der Verein spielte in der höchsten Liga des Landes, der J1 League. Für den Verein absolvierte er 63 Erstligaspiele. 1996 wechselte er zum Zweitligisten Brummell Sendai. Für den Verein absolvierte er 21 Spiele. Ende 1997 beendete er seine Karriere als Fußballspieler.

## Erfolge
Nagoya Grampus Eight
- Kaiserpokal

Sieger: 1995